# Blytype
En blytype er et metalstempel med et bogstav eller et andet tegn. Blytyper bruges i bogtryk. De er opfundet af Gutenberg, selv om han muligvis benyttede en anden fremstillingsmåde end skitseret nedenfor. 

## Fremstilling
Når man skulle lave en blytype, ”skar” man ført et stempel ud fra en arbejdstegning. Stemplet kaldes en patrice, det blev skåret i en stålstang og gengav tegnet spejlvendt og i ophøjet relief. Hvis bogstavet har en indre form, som f.eks. et ”o”, lavede man allerførst en kontrapuns med den indre forms facon. Denne kontrapuns hærdedes og blev slået ned i spidsen af den stålstang, der skulle blive til patricen. Derefter formgav man patricens ydre form med file. Løbende kontrollerede man formen ved at sværte stålstangen i en olielampe og tage aftryk på papir.
Så hærdede man patricen og slog eller pressede den ned i en tyk kobberplade, kaldet matricen. Matricen rettedes til, justeredes, så præget fik en nøjagtig placering. Man kunne ved større typer skære patricen i typemetal og lave matricen ved en galvanoplastisk proces i nikkel. Aftrykket støbtes ind i f.eks. zink og justeredes.
Matricen anbragtes i et håndstøbeinstrument, hvor typens bredde var indstillet, og man hældte en smeltet legering af bly, antimon og tin (typemetal) ind. Man åbnede apparatet, tog typen ud og brækkede støbetappen af. Derefter sleb man graterne af og fræsede mærket fra støbetappen af. En dygtig arbejder kunne producere 200 typer i timen.
Blytyper har på undersiden et eller flere indsnit, signaturen, der hjalp sætteren med at vende typen korrekt og fange tegn fra en fremmed skrift. 
Senere fandt man på at fremstille støbemaskiner, der var betydeligt hurtigere end håndstøbning, 8-10.000 typer i timen. 
Matricerne blev også fremstillet i pantografiske fræsemaskiner ud fra en skabelon i messing til de enkelte tegn.
Meget store typer til plakater og lignende, fremstilledes direkte ved fræsning i pæretræ, der ikke slår sig, eller i plastik.
Sammen med blytyperne fremstilles blindmateriale uden præg: udslutninger, kvadrater, skydelinjer, regletter og blystege (der kan være af aluminium).

## Mål
Blytypers højde, deres keglehøjde (højden af typelegemet), angives i typografiske punkt. Der findes adskillige punktsystemer, mindst to kontinentale, det ene baseret på meteren (et punkt er her 0,375 mm) og to engelsk-amerikanske, det ene baseret på den engelske fod (der går 72 punkter på en tomme). Det er fortrinsvist det sidste, der anvendes på computere i dag, men en grafiker må kende alle fire systemer.